# 셀 그룹

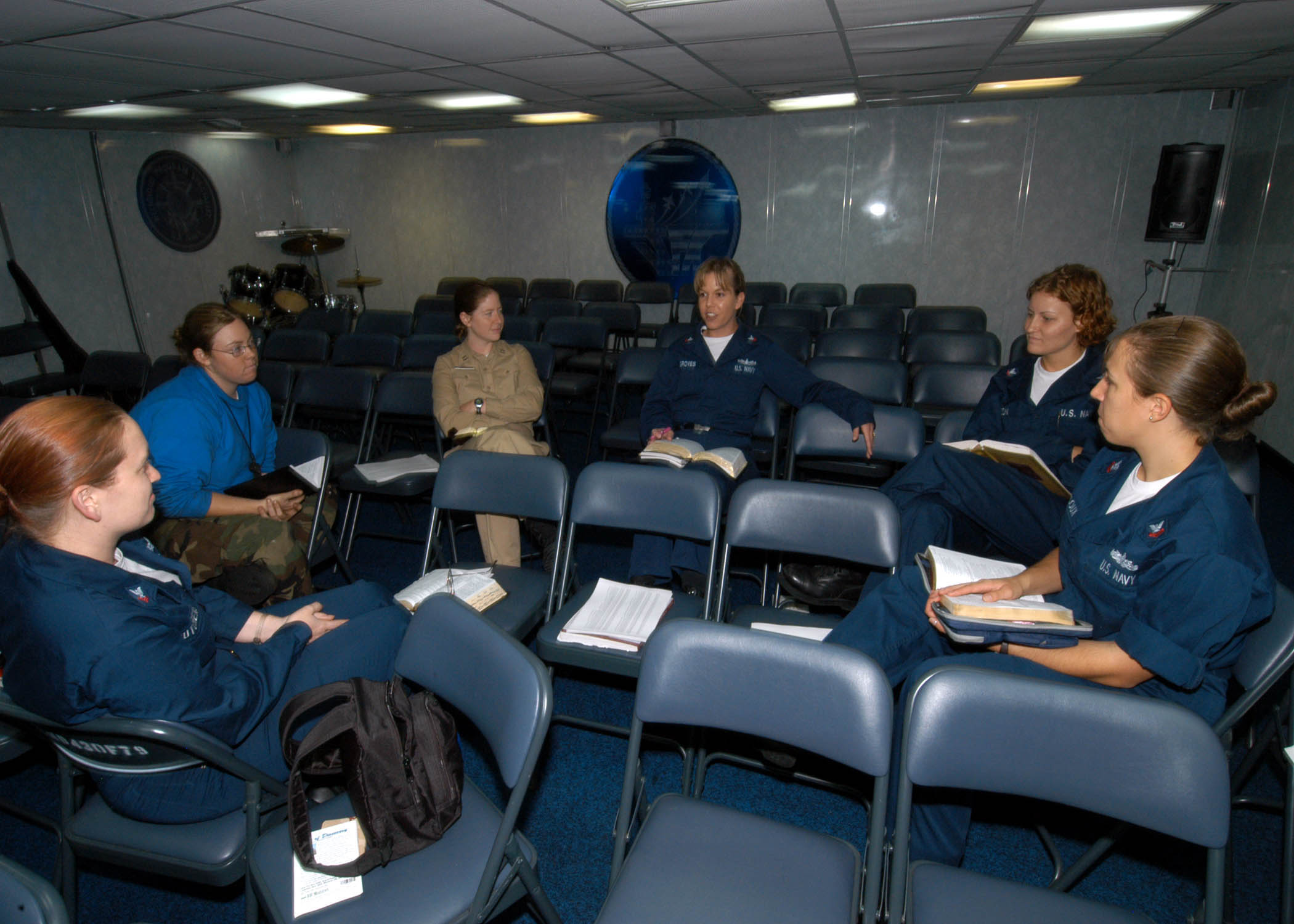
USS 존 F. 케네디 (CV-67)에서의 여성 성경 학습 모임

셀 그룹(cell group) 또는 셀 모임은 많은 기독교 교회에서 사용되는 교회 조직의 한 형태이다. 셀 그룹은 일반적으로 성경을 가르치고 그리스도인의 교제를 개인화하기 위해 만들어졌다. 이 그룹들은 항상 셀 교회에서 사용되지만, 파라처치 조직과 기타 초교파적 환경에서도 발생하며, 일반적으로 성경 공부 그룹이라고 불린다. 감리교에서 셀 그룹은 클래스 미팅(class meeting)으로 알려져 있으며 은총의 방도이다. 천주교에서는 이를 기초 교회 공동체라고 한다.
셀 그룹은 그룹이 전체 교회 회중의 일부인 반면 가정 교회(house church)는 자립적인 회중이라는 점에서 가정 교회와 다르다.

## 같이 보기
- 성경공부
- 주일학교